# 차우찬
차우찬(車雨燦, 1987년 5월 31일 ~ )은 전 KBO 리그 롯데 자이언츠의 투수로, 개그맨 도광록과 함께 유튜브 방송을 진행하는 인터넷 방송인이다.

## 선수 시절

### 삼성 라이온즈시절
군산상업고등학교를 졸업하고 2006년 삼성 라이온즈의 2차 1순위 지명을 받아 입단하였다.

#### 2007년~2008년
입단 초기에는 육성군에서 장기간 머무르며 훈련에 집중했고, 2007년 시즌 23경기, 2008년에는 1군 25경기에 등판했다. 2008년에 1세이브, 2홀드를 기록하고 포스트 시즌에 출전했다.

#### 2009년
당시 감독이었던 선동열의 특별 지도 아래 상체 위주의 투구 동작을 하체 중심의 투구 동작으로 수정한 뒤 선발 투수로 기용됐다. 4월 25일 KIA 타이거즈전에서 7.1이닝 1실점, 7탈삼진으로 좋은 모습을 보였고, 6월 2일 넥센 히어로즈를 상대로 데뷔 첫 선발 승을 기록했다. 하지만 이후 부진으로 선발진에서 밀린 후 안 좋은 모습을 보였고 8월 28일 SK전에서 박민규의 데뷔 첫 선발 승을 날리기도 했다.
그는 구단 역사상 흔치 않은 좌완 선발 투수로서 주 무기인 속구가 특히 위력적이었으나 새가슴이라 불릴 정도로 위축된 모습을 보였다. 제구력도 안 좋았지만 타자와 정면 승부를 피해 가는 투구를 함으로써 볼넷이 너무 많이 나와 조기 강판됐다. 시즌 6승(4선발승) 9패, 6점대 평균자책점을 기록했다.

#### 2010년
2009년 시즌 후 부족했던 제구력과 자신감을 향상시키는 데에 집중했고, 다듬어진 기량을 바탕으로 시즌 초반에 좋은 활약을 펼쳤다. 당시 감독이었던 선동열은 이를 보고 시즌 초중반 그에게 다시 선발 등판 기회를 부여했는데, 선발 첫 경기인 5월 4일 롯데전에서 새가슴 같은 투구를 재현하는 바람에 바로 조기 강판됐고, 패전 투수가 됐다. 5월 중순에 2군으로 내려가 당시 투수 코치였던 양일환의 지도 아래 투구 밸런스를 잡는 데에 신경썼고, 다시 1군으로 올라온 뒤에는 좋은 모습을 되찾았다. 6월 22일 두산전에서 비록 승리 투수가 되진 못했지만 전혀 다른 모습을 보였다.
6월 27일 넥센전에서 6.1이닝 4피안타, 7탈삼진, 1실점으로 시즌 첫 선발 승을 기록했고, 이 경기를 시작으로 호투를 이어가며 선발 8연승을 거뒀다. 이후에는 선발로만 등판했다. 7월 18일 LG전에서 데뷔 첫 완봉승을 거뒀으며, 감독 추천으로 7월 24일 올스타전에 출전해 우수 투수상을 수상했다. 9월 19일 SK 와이번스전에 선발 등판해 호투했으나 상대 선발 김광현이 거의 완벽에 가까운 투구를 보여 패전 투수가 됐다. 정규 시즌 최종전인 9월 26일 LG전에 선발 등판해 9이닝 1실점 완투승을 거둠으로써 10승(9선발승) 2패, 승률 0.833로 승률 8할을 기록한 류현진을 제치고 첫 개인 타이틀인 승률왕 타이틀을 수상했다. 시즌 중 LG 트윈스와 SK 와이번스를 상대로 각각 평균 자책점 0.28와 1.19로 무척 강한 면모를 보였으며, LG 트윈스의 경우 2번의 완투승(1완봉)을 거뒀다.

#### 2011년
선발로 완전히 전환해 4월 2일 KIA전 개막전 선발 투수로 등판했고 승리 투수는 되지 못했으나 좋은 투구를 보여줬다. 8월 5일 롯데전에서 승리 투수가 되며 데뷔 첫 전 구단 상대 승리 투수가 됐다. 롯데전 이후로 팔꿈치 통증으로 잠시 1군에서 빠지기도 했으나, 최종 성적 10승(모두 선발) 6패를 기록해 1993년 ~ 1994년 김태한(10선발승 이상 - 1993년 13) 이후 17년 만에 팀 좌완 투수로써 2년 연속 두 자릿수 승을 기록했다.

#### 2012년
이 해에는 부진했다. 선발과 불펜을 오갔고, 6승(3선발) 7패, 2홀드에 그쳤다.

#### 2013년
선발과 불펜을 오가며 두 자릿수 승(5선발승)을 거뒀다. 이 해 한국시리즈에서는 2~4, 6~7차전 등 5경기에 등판해 12.2이닝 2실점, 1점대 평균자책점을 기록했다. 강력한 한국시리즈 MVP 후보였으나 박한이에게 밀려 수상에 실패했다.

#### 2014년
불펜으로 전환했다. 전반기에 좋은 성적을 거뒀지만 혹사에 시달리며 후반기에 페이스가 떨어져 5점대 평균자책점을 기록했다. 시즌 내내 롱 릴리프로 활약했다.

#### 2015년
194탈삼진으로 탈삼진 부문 1위에 올랐다.

#### 2016년
4월 1일 두산 베어스와의 개막전 선발 투수로 등판했다. 시즌 12승(모두 선발) 6패, 4점대 평균자책점을 기록했다.

### LG 트윈스시절
2016년 12월 14일 4년 총액 95억 원의 조건으로 FA 계약을 체결하며 이적했다. 그의 보상 선수는 이승현이 지명됐다. 2020년 시즌 후 FA 자격을 취득해 2년 총액 20억원에 잔류했다. 2022년 시즌 후 방출됐다.

### 롯데 자이언츠시절
2022년 12월에 입단하였다. 그러나 어깨 부상을 이겨내지 못하고 2023년 8월에 은퇴를 선언했다.

## 국가대표 경력
- 2020년 하계 올림픽에 출전했다. 주로 좌타자를 상대했다. 그러나 이 때의 무리한 출전이 현역 생활 말년에 크게 발목을 잡게 되어, 결국 어깨 부상 악화로 은퇴하는 원인이 되고 말았다.

## 특징
- 그가 구사하는 구질은 속구, 슬라이더, 커브 세 종류이다. 여기에 추가로 서클 체인지업과 스플리터를 장착하기 위해 훈련 중에 있다. 그의 구종 중 가장 핵심이 되는 건 속구이다. 속구 평균 구속은 144km/h이고, 최고 구속은 152km/h[21]이다. 강하고 빠른 강속구를 중심으로 한 뒤 타자를 현혹하기 위해 슬라이더를 주로 섞어 던진다. 그의 슬라이더는 구속이 134~137km/h 정도이며, 세부적으로 두 종류의 슬라이더로 나뉜다. 하나는 컷 패스트볼처럼 3시 방향의 횡으로 꺾여 나가는 식의 슬라이더이고, 다른 하나는 일반적인 슬라이더라 할 수 있는, 4~5시 방향으로 떨어지며 흘러나가는 식의 슬라이더이다. 그는 특히 이 두 종류의 슬라이더를 가지고 타자로부터 땅볼을 유도하여 병살 처리하는 데 아주 유용하게 사용한다. 타자가 그의 장기인 빠른 공에 타이밍을 맞추고 있을 경우 그는 구속에 변화를 줘 타이밍에 혼란을 주기 위해 종종 커브를 던진다. 그의 커브는 투구 포물선이 크고, 포물선의 정점이 높게 그려지는 파워 커브는 아니지만 낙하할 때 급격하게 떨어짐으로써 타자의 히팅 포인트에 근접할 즈음엔 낙하 각이 매우 커진다. 무엇보다 슬로우 커브에 가깝기 때문에 타자의 타이밍을 뺏는 데에 아주 유용하다. 2011년에 체인지업을 장착했으나 직구의 힘이 떨어져 현재는 잘 사용하지 않고 있다. 2015년 후반기부터 강력한 스플리터를 장착해 좋은 성적을 유지했으며, 탈삼진 1위를 기록한 데에는 이 스플리터를 구사해 많은 삼진을 잡은 것도 있다.
- 상대적으로 주간보다 야간 경기에 강했다.

## 별명
- 이름 때문에 '차우차우'라고 불린다.

## 출신 학교
- 군산초등학교
- 군산남중학교
- 군산상업고등학교
- 대구사이버대학교

## 통산 기록
| 연도 | 팀명   | 평균자책점 | 경기 | 완투 | 완봉 | 승  | 패 | 세 | 홀 | 승률  | 타자 | 이닝   | 피안타 | 피홈런 | 볼넷 | 사구 | 탈삼진 | 실점 | 자책점 |
| ---- | ------ | ---------- | ---- | ---- | ---- | --- | -- | -- | -- | ----- | ---- | ------ | ------ | ------ | ---- | ---- | ------ | ---- | ------ |
| 2006 | 삼성   | 3.86       | 9    | 0    | 0    | 0   | 0  | 0  | 0  | -     | 38   | 7      | 10     | 0      | 4    | 1    | 9      | 4    | 3      |
| 2007 | 삼성   | 6.11       | 23   | 0    | 0    | 0   | 0  | 0  | 0  | -     | 116  | 28     | 27     | 7      | 7    | 0    | 17     | 20   | 19     |
| 2008 | 삼성   | 4.17       | 25   | 0    | 0    | 0   | 0  | 1  | 2  | -     | 166  | 36.2   | 35     | 3      | 23   | 1    | 28     | 20   | 17     |
| 2009 | 삼성   | 6.09       | 42   | 0    | 0    | 6   | 9  | 0  | 1  | 0.400 | 516  | 109.1  | 129    | 17     | 76   | 6    | 97     | 80   | 74     |
| 2010 | 삼성   | 2.14       | 37   | 2    | 1    | 10  | 2  | 0  | 2  | 0.833 | 528  | 126.1  | 106    | 5      | 51   | 5    | 112    | 35   | 30     |
| 2011 | 삼성   | 3.69       | 24   | 0    | 0    | 10  | 6  | 0  | 0  | 0.625 | 650  | 148.2  | 156    | 22     | 62   | 3    | 114    | 75   | 61     |
| 2012 | 삼성   | 6.02       | 26   | 0    | 0    | 6   | 7  | 0  | 2  | 0.462 | 377  | 83.2   | 83     | 11     | 48   | 1    | 52     | 59   | 56     |
| 2013 | 삼성   | 3.26       | 43   | 0    | 0    | 10  | 7  | 0  | 3  | 0.588 | 518  | 121.1  | 100    | 6      | 67   | 6    | 111    | 48   | 44     |
| 2014 | 삼성   | 5.60       | 69   | 0    | 0    | 3   | 4  | 0  | 21 | 0,429 | 375  | 82     | 86     | 9      | 42   | 2    | 79     | 57   | 51     |
| 2015 | 삼성   | 4.79       | 31   | 0    | 0    | 13  | 7  | 0  | 1  | 0,650 | 743  | 173    | 160    | 28     | 74   | 5    | 194    | 98   | 92     |
| 2016 | 삼성   | 4.73       | 24   | 1    | 0    | 12  | 6  | 0  | 0  | 0.667 | 671  | 152.1  | 168    | 16     | 65   | 8    | 120    | 87   | 80     |
| 2017 | LG     | 3.43       | 28   | 0    | 0    | 10  | 7  | 0  | 0  | 0.588 | 732  | 175.1  | 171    | 20     | 38   | 7    | 157    | 75   | 67     |
| 2018 | LG     | 6.09       | 29   | 1    | 0    | 12  | 10 | 0  | 0  | 0.545 | 762  | 170    | 177    | 27     | 79   | 10   | 136    | 119  | 115    |
| 2019 | LG     | 4.12       | 29   | 0    | 0    | 13  | 8  | 0  | 0  | 0.619 | 730  | 168.1  | 181    | 16     | 59   | 5    | 124    | 87   | 77     |
| 2020 | LG     | 5.34       | 13   | 0    | 0    | 5   | 5  | 0  | 0  | 0.500 | 287  | 64     | 71     | 8      | 28   | 2    | 51     | 39   | 38     |
| 2021 | LG     | 5.24       | 5    | 0    | 0    | 2   | 1  | 0  | 0  | 0.667 | 99   | 22.1   | 16     | 2      | 13   | 3    | 12     | 14   | 13     |
| 통산 | 16시즌 | 4.51       | 457  | 4    | 1    | 112 | 79 | 1  | 32 | 0.586 | 7308 | 1668.2 | 1676   | 197    | 736  | 65   | 1413   | 917  | 837    |

- 시즌 기록 중 굵은 글씨는 해당 시즌 최고 기록